# Квак Юн Ги
Квак Юн Ги (кор. 곽윤기, 郭潤起, р.26 декабря 1989 года в Сеуле) — южнокорейский шорт-трекист, серебряный призёр Олимпийских игр 2010 года, участник Олимпийских игр 2018 года, 8-кратный чемпион мира. Окончил Университет Ёнсе в степени бакалавр физического воспитания в 2014 году. После окончания Университета он присоединился к мэрии Кояна.

## Спортивная карьера
Квак Юн Ги родился в 1989 году в Сеуле и начал кататься на коньках под руководством его матери, в возрасте 6-ти лет на катке в Мокдонге, когда учился в 1-м классе начальной школы Моквон. Он занялся шорт-треком в качестве хобби, чтобы улучшить своё слабое в здоровье, в частности, он страдал от ринита.
В 2005 году стал бронзовым призёром в многоборье и золотым в эстафете на чемпионате мира среди юниоров в Белграде. На Кубке мира сезона 2007/08 в Кобе занял 3-е место в беге на 500 м и 2-е в беге на 1000 м, в Херенвене стал 3-м, в Квебеке — 1-м и в Солт-Лейк-Сити — 2-м в беге на 500 м и занял 2-е место в общем зачёте Кубка на дистанции 500 м.
В 2008 году он стал обладателем золотой медали в эстафете на чемпионате мира в Канныне и бронзовой на командном чемпионате мира в Харбине. В сезоне 2008/09 на Кубке мира занял общее 2-е место в беге на 1000 м. В марте 2009 года стал обладателем двух серебряных медалей в беге на 500 м и 1500 м чемпионата мира в Вене и золотой медали командного чемпионата мира в Херенвене.
В сезоне 2009/10 на Кубке мира в Пекине выиграл золото в беге на 500 м, следом в Сеуле стал 3-м в беге на 1000 м. В феврале 2010 года Кван Юн Ги завоевал серебряную медаль в эстафете на Олимпийских играх в Ванкувере, через месяц выиграл две золотые медали и серебряную медаль в личном многоборье на чемпионате мира в Софии, и золотую медаль чемпионата мира среди команд в Бормио.
В мае 2010 года он был отстранен от соревнований на три года Союзом конькобежцев Кореи [KSU] в результате его участия в фальсификации результатов гонок на шорт-треке. Вместе с товарищем по национальной команде Ли Джун Су он был наказан специальным объединённым комитетом. Позже пара была отстранена от соревновании на шесть месяцев по апелляции, но тренер Квака Чон Джэ Мок был пожизненно отстранен. Квак пропустил весь сезон 2010/11 из-за этого наказания.
В сезоне 2011/12 он выиграл Кубок мира на дистанции 1000 м и стал бронзовым призёром в беге на 1500 м в общем зачёте. На чемпионате мира в Шанхае в 2012 году он стал обладателем золотой медали в абсолютном зачёте, при этом выиграл в беге на 1000 м и в суперфинале, а также завоевал серебряную медаль в беге на 1500 м и две бронзовые на 500 м и в эстафете.
Сезон 2012/13 га Кубке мира завершил победой в беге на 1000 м, при этом выиграл на этой дистанции в Монреале и дважды в Шанхае и один раз занял 3-е место в Калгари. В марте 2013 года он сломал лодыжку и ему воткнули металлический штифт, что означало, что он не смог принять участие в чемпионате мира 2013 года в Дебрецене. Он вернулся к соревнованиям через месяц, и принял участие в национальном отборе на сезон 2013/14, где финишировал 8-м в общем зачете и не смог попасть в национальную команду на Олимпиаду 2014 года в Сочи.
Он вернулся в сборную на сезон 2014/15 после долгой реабилитации и на Кубке мира на дистанции 500 м выиграл в Шанхае, занял 3-е места в Монреале и Дрездене и в общем зачёте Кубка поднялся на 3-е место. На Кубке мира в сезоне 2015/16 Квак выиграл дистанцию на 1500 м в общем зачёте Кубка и отобрался в национальную сборную. На чемпионате мира в Сеуле в составе команды завоевал бронзу в эстафете и занял 11-е место в общем зачёте.
В сезоне 2017/18 вновь попал в сборную и на Кубке мира в Сеуле выиграл золото в эстафете. В феврале 2018 года на Олимпийских играх в Пхёнчхане участвовал в эстафете и занял 4-е место, а на чемпионате мира в Монреале он помог команде завоевать золотую медаль в эстафете.
В 2019 году он запустил канал на YouTube, где загружает видео до трех раз в неделю. Его намерение состоит в том, чтобы повысить популярность шорт-трека с помощью своих видеороликов. Он начал этот канал, так как хотел, чтобы этот вид спорта стал таким же популярным, как футбол и также хотел показать свою подготовку к зимним Олимпийским играм 2022 года.
После двух пропущенных сезонов из-за пандемии коронавируса Квак Юн Ги занял 4-е место на национальном отборе сборной, который проводился в мае, в сезоне 2021—2022 годов, и попал на участие в Олимпиаде 2022 года в составе эстафеты. На Кубке мира в Пекине поднялся на 3-е место в смешанной эстафете, в Дебрецене занял 2-е место в мужской эстафете, а в Дордрехте выиграл эстафету.